# Palms Casino Resort
Het Palms Casino Resort, ook simpelweg bekend als The Palms, is een resort gelegen ten westen van de The Strip. Het hotel heeft 702 kamers en omvat een casino van 8800 m², een opnamestudio en een zaal met 2200 plaatsen. The Palms is voor het grootste deel eigendom van de familie Maloof en is voor 5% eigendom van The Greenspun Corporation.
Hoewel het resort niet langs The Strip gelegen is, is het toch een populaire bestemming geworden voor velen, vooral bij het jongere publiek en de sterren van Hollywood. The Palms strijdt vooral met het Hard Rock Hotel & Casino, een ander resort dat niet langs The Strip gelegen is. Beide resorts zijn in een Neo-retro stijl.

## Geschiedenis
The Palms werd geopend op 15 november 2001 en is ontworpen door Jon Jerde.
In 2002 verbleven de deelnemers van MTV's The Real World: Las Vegas in het resort. De verdieping die heringericht werd voor MTV, noemt nu de "Real World Suite" en is beschikbaar voor reservaties.
In oktober 2005, werd de tweede toren, de "Fantasy Tower", geopend met een prijskaartje van 600 miljoen dollar.
Omwille van de interesse van de familie Maloof in basketbal (ze zijn eigenaar van de Sacramento Kings van de NBA en de Sacramento Monarchs van de WNBA) omvat de nieuwe toren een twee verdiepingen tellende suite van 1000 m² met vanbinnen een basketbalveld. Dit is enig ter wereld. De suite omvat een kleedkamer, een scorebord en een multi-screen entertainment systeem.
Enkele van de andere Fantasy kamers zijn de G suite, de Pink suite en de Playboy Villa.
De Fantasy Tower herbergt ook twee van Las Vegas' nieuwste clubs: Moon Nightclub and The Playboy Club.
Op 9 september 2007 vonden de MTV Video Music Awards plaats in The Palms.
Op 29 februari 2008 werd de bouw van een derde toren Palms Place afgerond. Deze toren, met 47 verdiepingen, werd aan de westkant van the Palms gebouwd en bevat voornamelijk appartementen. Op 31 mei 2008 vond de grote opening van de nieuwste troef van het Palms Casino Resort plaats.